# Georg Arzberger

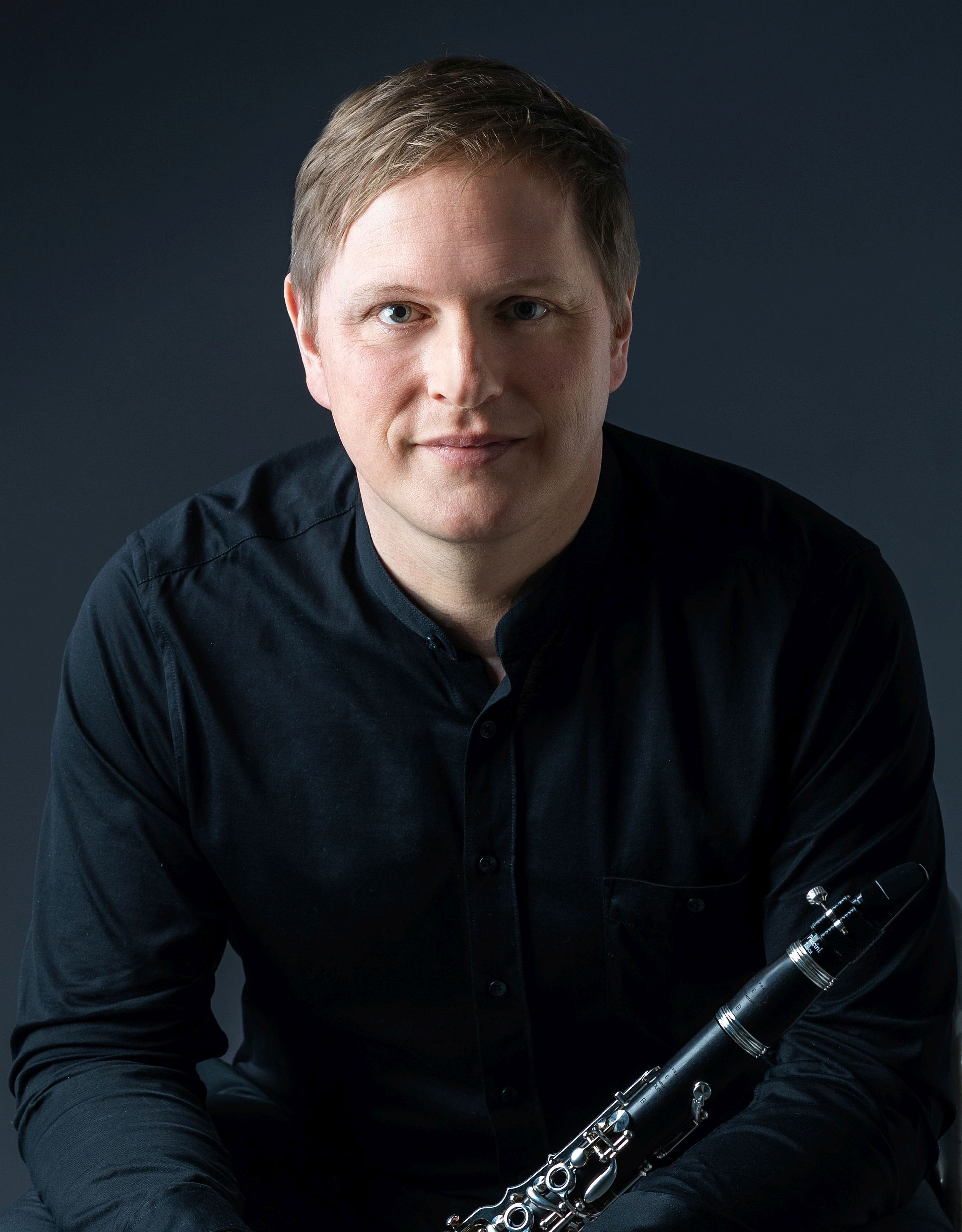
Georg Arzberger (2022)

Georg Arzberger (* 3. März 1981 in Aichach) ist ein deutscher Klarinettist und Professor für Klarinette an der Hochschule für Musik und Theater München.

## Ausbildung als Klarinettist
Arzberger begann mit 7 Jahren Klarinette zu spielen. Bereits zur Schul- und Wehrdienstzeit war er Jungstudent bei Prof. Harald Harrer am Leopold Mozart College of Music Augsburg. 2001 begann er sein reguläres Studium bei Prof. Martin Spangenberg an der Hochschule für Musik Franz Liszt Weimar. Während seiner Studienzeit war Arzberger Mitglied der Jungen Deutschen Philharmonie und absolvierte ein Praktikum bei der Vogtland Philharmonie Greiz Reichenbach.
Das Studium schloss Arzberger 2005 mit dem Diplomexamen ab. Es folgte noch ein Aufbaustudium mit Abschluss in 2006.

## Tätigkeit im Orchester und Lehrtätigkeit
Von 2006 bis 2016 war Arzberger im Orchester der Deutschen Oper Berlin Stellvertretender Soloklarinettist und Es-Klarinettist und ab 2016 Soloklarinettist. Seit 2010 war er zugleich als Lehrbeauftragter am Leopold Mozart College of Music in Augsburg tätig. 2017 erhielt er eine Professur für Klarinette an der Hochschule für Musik Karlsruhe und gab seine bisherigen Tätigkeiten auf. 2019 wechselte er in gleicher Funktion zur Hochschule für Musik und Theater München. Daneben ist Arzberger Gastklarinettist in namhaften deutschen Sinfonieorchestern, so z. B. der Sächsischen Staatskapelle Dresden, der Bayerischen Staatsoper, dem SWR Symphonieorchester und dem Deutschen Symphonie-Orchester Berlin. Außerdem gibt er Meisterkurse im Fach Klarinette, u. a. regelmäßig in der Sawallisch-Akademie in Grassau.

## Tätigkeit im Bereich der Kammermusik
Arzberger ist auch im Bereich der Kammermusik aktiv und tritt regelmäßig mit Musikern wie Wen-Sinn Yang (Cello), Ingolf Turban (Violine), Sebastian Schmidt (Violine), Dag Jensen (Fagott), Andrea Lieberknecht (Flöte) und Julian Riem (Klavier) auf, ferner mit dem Deutschen Wind-Ensemble. 2021 gründete er das Musikfest Blumenthal, dessen künstlerischer Leiter er seitdem ist.

## Aufnahmen

### CDs
- 2018 Isang Yun Chamber Musik: Ost-West-Miniatur I (für Oboe und Violoncello) (1993), Recontre (für Klarinette, Harfe und Violoncello) (1986), Interludium A (für Klavier) (1986), Quartett für Oboe und Streichtrio (1994), Sonate für Violine und Klavier (Urfassung 1991), Ost-West-Miniatur II (für Oboe und Violoncello) (1993). Mitwirkende: Shota Takahashi (Oboe), Walter Grimmer (Cello), Georg Arzberger (Klarinette), Maria Stange (Harfe), Kaya Han (KLavier), Egidius Streiff (Violine) und Mariana Doughty (Bratsche)[9]
- 2022 Fantasie: Fantasiestücke von August Hendrik Winding (1835–1899), Johann Carl Eschmann (1826–1882), Robert Schumann (1810–1856), Niels Wilhelm Gade (1817–1890) und Carl Reinecke (1824–1910), gespielt von Georg Arzberger, Klarinette und Julian Riem, Klavier[10]
- 2022 Heinrich Hofmann: Die komplette Kammermusik mit Klavier auf 2 CDs[11]
- 2024 a sei – Part mit Georg Arzberger, Oliver Klenk, David Schöndorfer, Stefan Schneider, Julia Gassner und Arabella Purucker[12]

### Videos auf Youtube
- Mozart, Konzert für Bassettklarinette und Orchester A-Dur, KV 622 (komplett)
- Mozart, Sinfonia concertante für vier Bläser Es-Dur KV 297b (komplett)
- zahlreiche Auszüge bekannter Kompositionen